# Pseudomys occidentalis
Espèce
Statut de conservation UICN

 NT  : Quasi menacé
Pseudomys occidentalis est une espèce de rongeurs d'Australie appartenant à la famille des Muridés. Elle est appelée en anglais « western mouse » (souris occidentale) ou « walyadji ». Jadis largement répandue, elle est maintenant limitée à une dizaine de zones de bush du Sud-Ouest de l'Australie et a été déclarée quasi menacée.
Ce sont de petites souris robustes qui vivent dans des terriers dans un sol sableux et sortent la nuit pour se nourrir à proximité.

## Taxonomie
L'espèce a été décrite pour la première fois par George H. H. Tate en 1951, à partir de spécimens datant de 1930. Son holotype est formé par le crâne et la peau d'un jeune adulte récolté à Tambellup par J. Baldwin, Tate renvoyant aussi à un deuxième spécimen un peu plus grand et au crâne endommagé.
Comme il assignait l'espèce à un genre encore mal défini, Pseudomys, Tate l'a placée dans une sous-espèce, Gyomys.
Le terme walyadji est utilisé pour désigner l'espèce, mais il n'apparait pas dans la recension des noms Nyungar des mammifères de la région.

## Description
Cette souris fait environ 10 cm, sans compter la queue, qui peut atteindre 14 cm de long. Elle pèse en moyenne 34 grammes. Son pelage est fin, soyeux, gris sombre avec un fond chamois jaunâtre et parsemé de poils de garde noirs. Ses pattes sont blanches,.
L'espèce se distingue par le profil aquilin de son museau et sa longue queue. La longueur de la tête et du corps varie entre 88 et 11à mm et celle de la queue de 120 à 140 mm. Le poids varie entre 30 et 55 grammes. Les pieds arrière font de 24 à 28 mm, ce qui est plutôt longs pour le genre Pseudomys, avec des coussinets interdigitaux plus grands que les coussinets terminaux. Cette proportion des coussinets et l'absence de granulation à la surface du pied arrière distinguent cette espèce de la souris gris-cendre (Pseudomys albocinereus).
Les femelles possèdent deux paires de mamelles inguinales

## Comportement
Leur terrier n'a qu'une seule entrée, un puits connecté à un réseau situé 20 à 30 cm sous la surface du sol. Le tunnel principal présente un nid à l'extrémité d'une boucle, à deux ou trois mètres de l'entrée, et d'autres boucles forment des annexes à partir du tunnel principal. Ce terrier peut être occupé jusque par dix individus.

## Distribution et habitat
Cette souris était jadis répandue dans tout le Sud-Ouest de l'Australie et l'intérieur aride, mais sa distribution s'est réduite à quelques régions près de la chaîne de  Ravensthorpe (en), au parc national de la rivière Fitzgerald et à quelques populations isolées dans le sud du Wheatbelt.
L'espèce vit dans des sols à texture de loam qui n'ont pas trop récemment brûlé : elle n'est connue dans aucune zone ayant brûlé dans les 30 à 50 années précédentes. Ce terrain a une végétation mûre, comprenant spécialement le quandong du désert (Santalum acuminatum) et des plantes semblables à des carex. Le substrat des communautés écologiques où elle subsiste est un sol sableux ou argilo-sableux, souvent mélangé avec du gravier. Les genres de plantes associés avec ces sites sont Eucalyptus, Acacia, Isopogon, Allocasuarina et Melaleuca ; la végétation de leur habitat est très variée, forêts ouvertes, broussailles hautes et basses, mallees et landes, en associations végétales clairsemées ou denses.
Après avoir été identifiée en 1951, l'espèce n'a été connue que par cinq spécimens jusqu'à 1971, lorsque Western Australian Museum a lancé une recension et une récolte des mammifères de l'État

## Conservation
En 2016, l'espèce était considérée comme quasi menacée, avec une population déclinante occupant moins de 200 km2. Cette population fragmentée habite des habitats résiduels estimés par des recensements plus anciens être plus d'une dizaine et s'être réduits de moins de 30% en trois générations. On s'attend à ce que la perte de ces habitats et le changement climatique en cours aient un impact négatif sur l'espèce.